# 聖積寺銅塔
聖積寺銅塔位於四川省峨眉山伏虎寺大雄宝殿左侧的华严塔亭内，因原在圣积寺内，故名圣积寺铜塔；因塔身铸有《华严经》文及《华严经》中所记佛祖说法七处九会的场景，又称为华严铜塔。圣积寺铜塔铸造于明万历年间，由妙峰禅师募造，为中国现存最早的大型铜塔。紫铜材质，现有八方十三层，通高5.8米，形制为喇嘛塔与楼阁式密檐塔结合，原有方形须弥座。塔身铸有4762尊佛像和包括《华严经》全文在内的大量铭文，还有人物、狮子、大象等浮雕，铸工精细，浮雕精美，有较高的艺术和历史价值。
1959年大跃进期间，被运至重庆准备砸碎熔化，幸而未成，1964年运至报国寺内。1980年省文化局拨款在报国寺内建塔亭，1982年4月将铜塔移置于塔亭内。2008年汶川大地震时塔刹震落。
1956年8月16日公佈為四川省第一批歷史及革命文物保護單位。1980年7月7日重新公布四川省文物保护单位时并入伏虎寺。1991年4月16日公佈為四川省第三批文物保護單位。2006年公布为第六批全国重点文物保护单位。

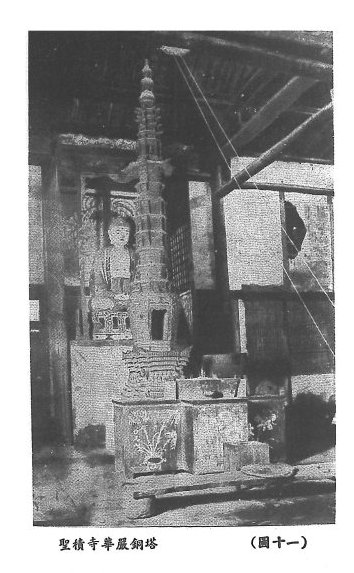
铜塔旧照，摄于1930年代
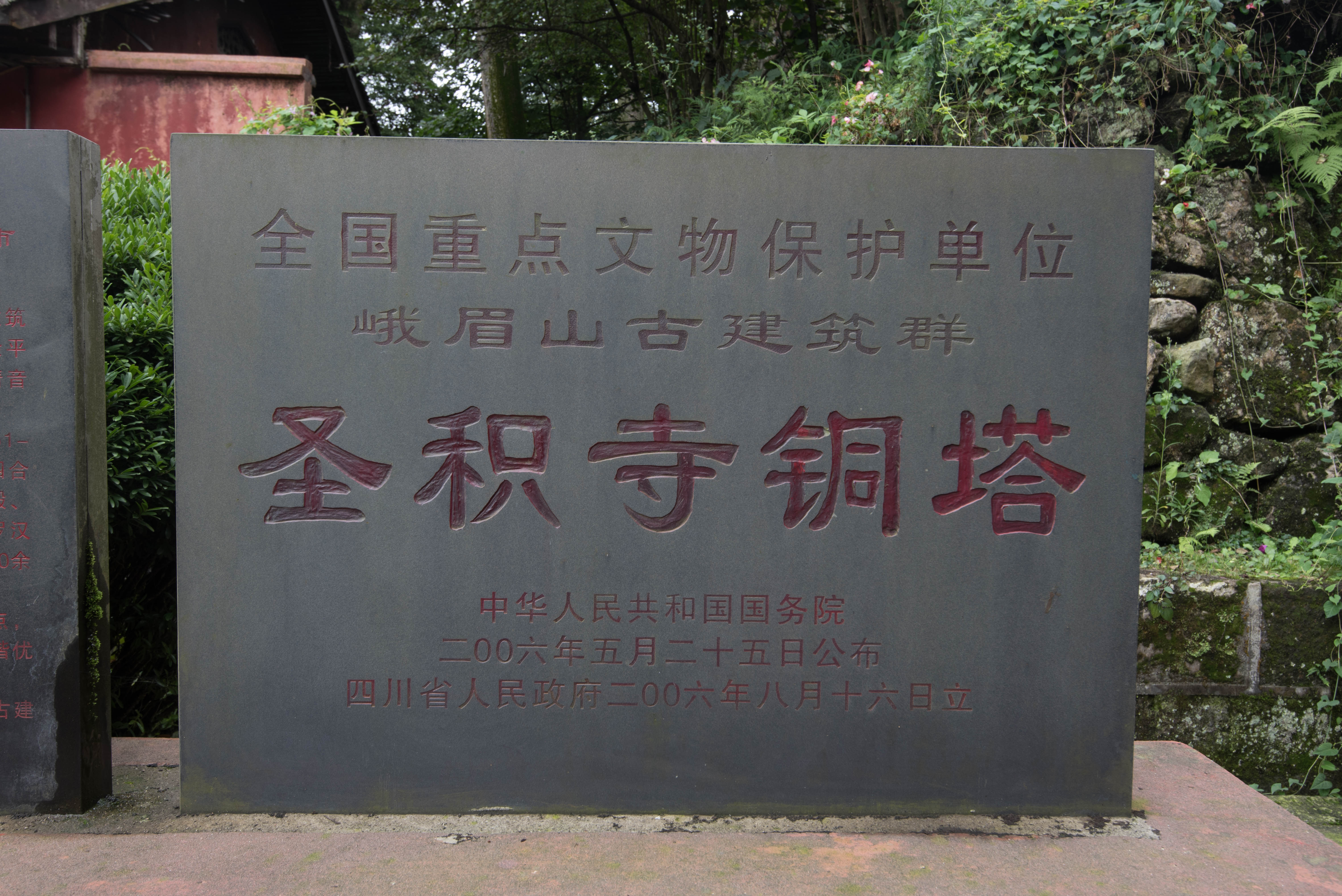
国保碑
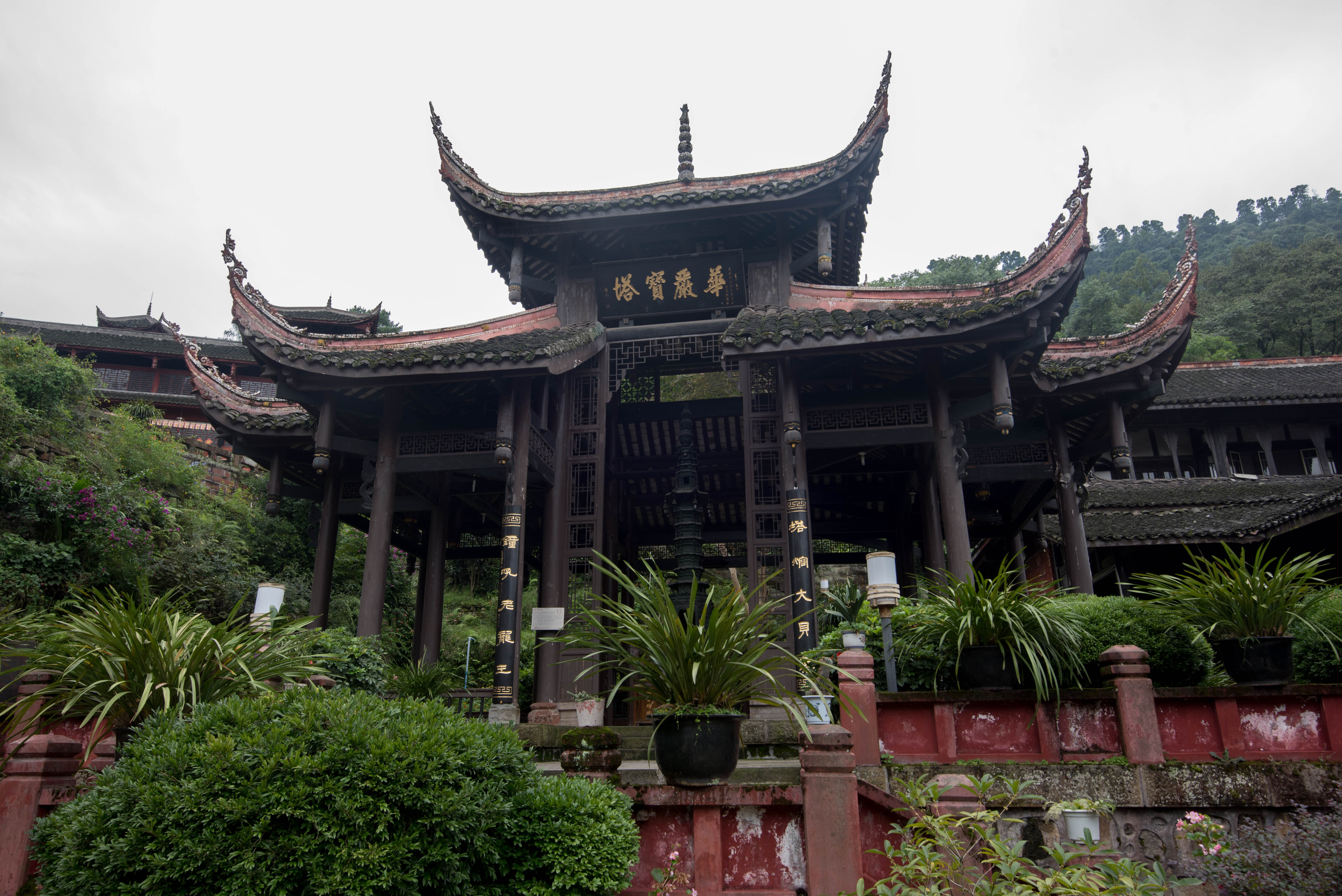
华严塔亭